# Born to Die (chanson)
Pour l’article homonyme, voir Born to Die.
Singles de Lana Del Rey
Video Games
(2011) Blue Jeans
(2012)
Pistes de Born to Die
Off to the Races
Born to Die est une chanson de la chanteuse américaine Lana Del Rey sortie au Brésil, en Australie et en Nouvelle-Zélande le 30 décembre 2011 et le 2 janvier 2012 en France. Le single entre à la 20e place des ventes en France. Elle est le deuxième single de l'album Born to Die.

## Clip

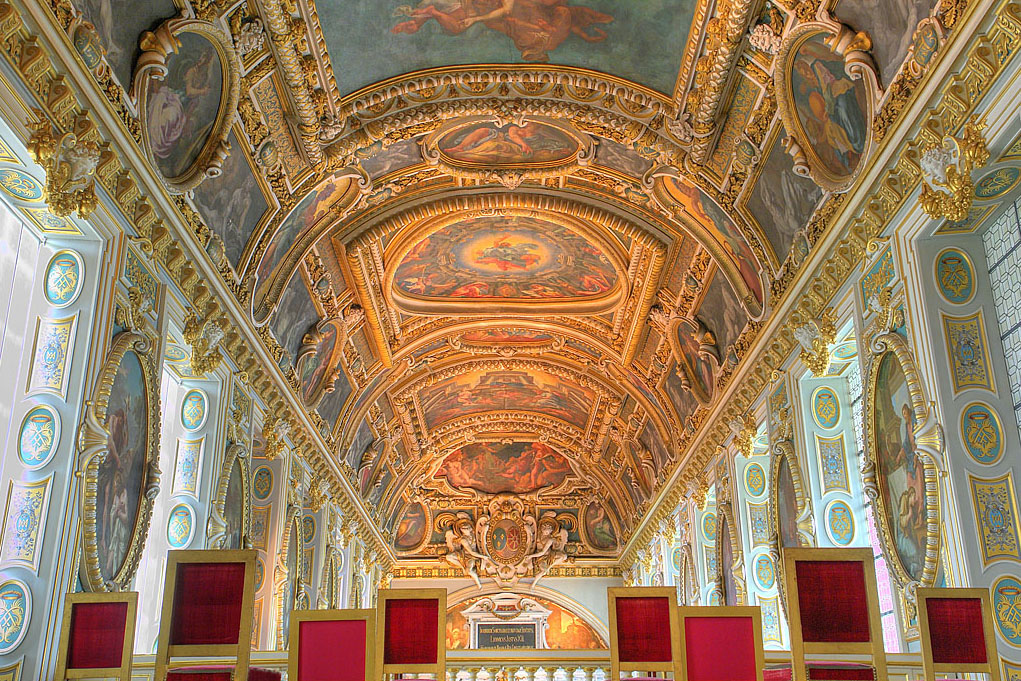
Chapelle de la Trinité, au château de Fontainebleau où le clip a été tourné.

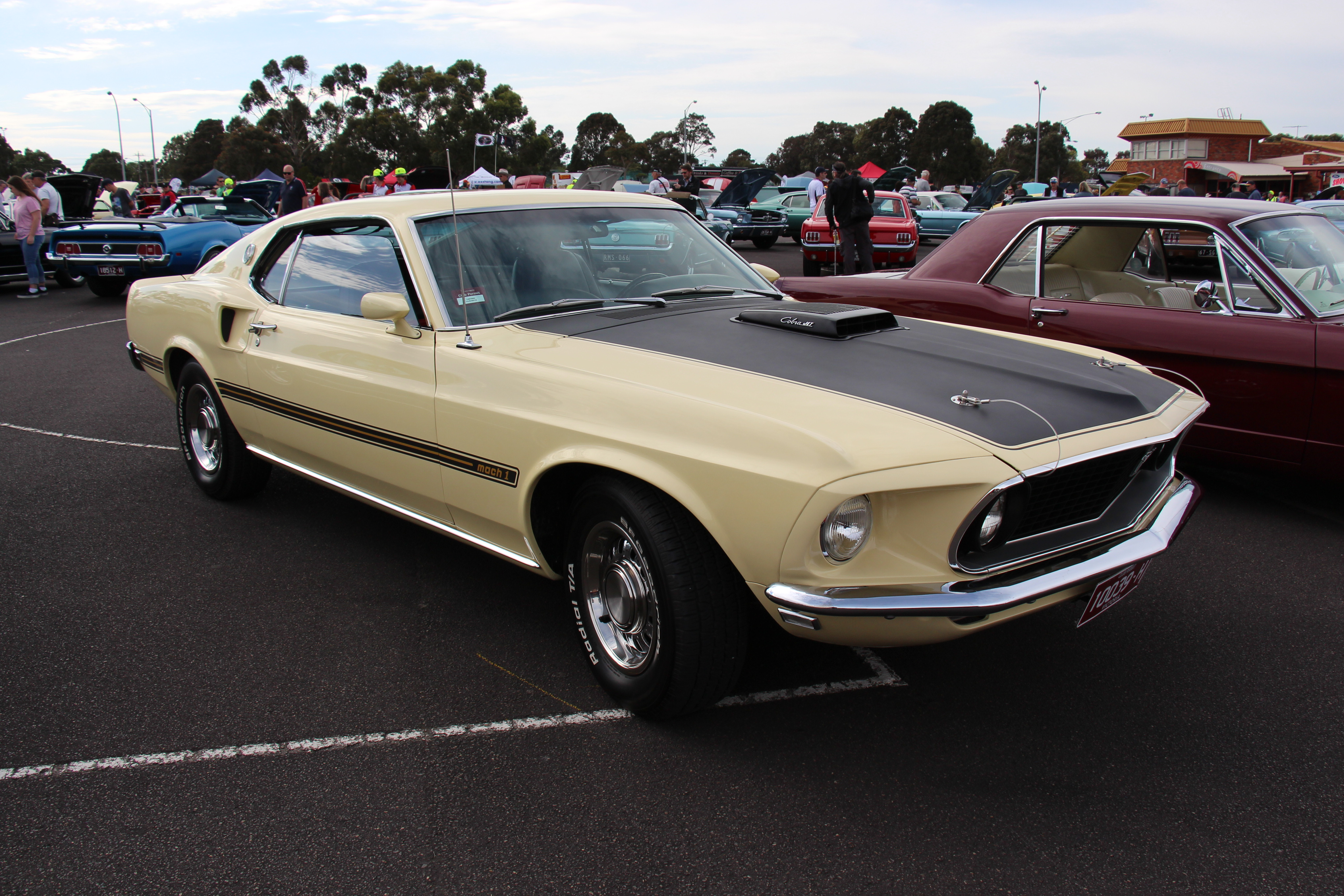
une Ford Mustang de 1969, similaire à celle du clip

La vidéo a été réalisée par l'artiste français Woodkid, avec un budget assez important. Le partenaire de Lana Del Rey dans le clip est le mannequin Bradley Soileau, qui figure aussi dans le clip de Blue Jeans, le single suivant (clip réalisé également par Yoann Lemoine). Le clip a été tourné dans le château de Fontainebleau, notamment dans la chapelle de la Trinité dont on peut admirer le plafond. C'est là que Lana Del Rey chante sur un trône entourée de deux tigres, mais on peut voir aussi d'autres parties du château tournées dans la salle des Colonnes, la galerie François Ier, la chapelle haute Saint-Saturnin. On peut aussi voir une partie du Grand Parterre avec ses statues, la Ford Mustang des amants étant garée dans une allée du château au début du clip.

## Liste des pistes
- Royaume-Uni CD Promo

1. Born to Die [Mix du single] - 4:09
2. Born to Die [Version album] - 4:47
3. Born to Die [Version instrumentale] - 4:48

- The Remix EP[2]

1. Born to Die
2. Born to Die [PDP / 13 Remix]
3. Born to Die [Woodkid & the Shoes Remix]
4. Born to Die [ Clams Casino Remix ]

## Au cinéma
Sauf indication contraire, les informations mentionnées dans cette section peuvent être confirmées par le générique de fin de l'œuvre audiovisuelle présentée ici, ainsi que par la base de données cinématographiques IMDb,  présente dans la section « Liens externes ».
- 2014 : Mommy de Xavier Dolan - bande originale

## Historique des sorties
| Pays             | Date             | Format                 | Label              |
| ---------------- | ---------------- | ---------------------- | ------------------ |
| Brésil           | 30 décembre 2011 | Téléchargement digital | Interscope Records |
| Australie        | 30 décembre 2011 | Téléchargement digital | Interscope Records |
| Nouvelle-Zélande | 30 décembre 2011 | Téléchargement digital | Interscope Records |
| Luxembourg       | 2 janvier 2012   | Téléchargement digital | Interscope Records |
| Finlande         | 2 janvier 2012   | Téléchargement digital | Interscope Records |
| France           | 2 janvier 2012   | Téléchargement digital | Interscope Records |
| Norvège          | 2 janvier 2012   | Téléchargement digital | Interscope Records |
| Portugal         | 2 janvier 2012   | Téléchargement digital | Interscope Records |
| Royaume-Uni      | 22 janvier 2012  | Téléchargement digital | Polydor            |
| Allemagne        | 23 mars 2012     | Téléchargement digital | Vertigo Records    |
| Autriche         | 23 mars 2012     | Téléchargement digital | Vertigo Records    |
| Suisse           | 23 mars 2012     | Téléchargement digital | Vertigo Records    |